# Stato libero
Lo Stato libero (Free State in inglese, Vrystaat in afrikaans, Foreistata in xhosa) è una provincia del Sudafrica. Il suo capoluogo è Bloemfontein, che è anche la capitale giudiziaria del Sudafrica.

## Geografia

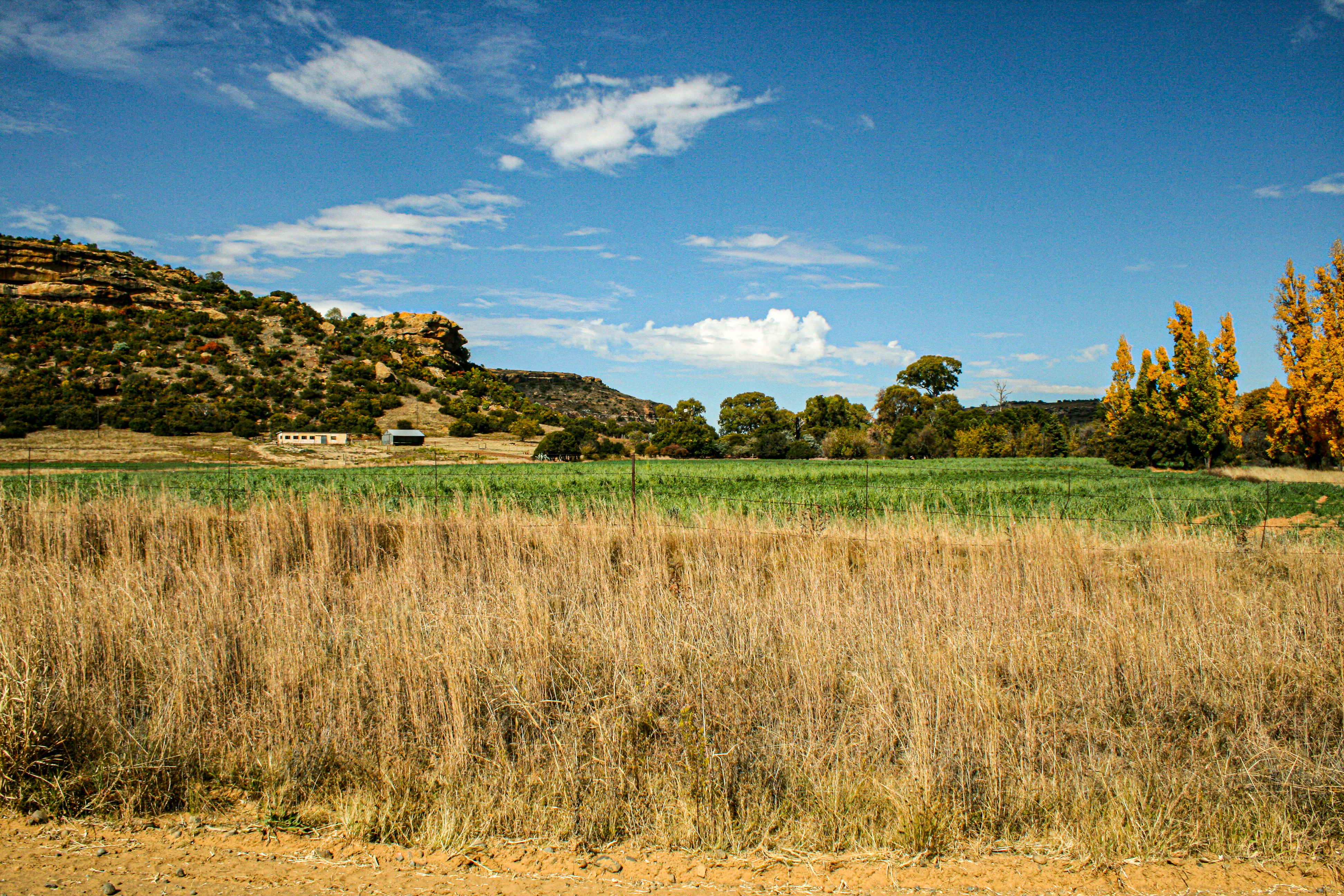
Un'azienda

Situata nella parte centrale del Paese, in ragione della sua posizione è limitrofa con qualsiasi altra provincia tranne Limpopo e Capo Occidentale: in senso antiorario partendo da est, infatti, condivide i confini con KwaZulu-Natal, Mpumalanga, Gauteng, Nordovest, Capo Settentrionale e Capo Orientale. Inoltre è una delle province sudafricane di confine con l'enclave del Lesotho.
Lo Stato libero è una terra pianeggiante e aperta, con terreno fertile e clima favorevole all'agricoltura.

## Storia
La regione corrisponde a quello che nel XIX secolo era la repubblica boera dello Stato Libero dell'Orange, nome che fu anche della provincia fino al 1995.

## Comuni e distretti
La provincia dello Stato libero si compone della District Management Area contraddistinta dal codice FSDMA19 e di cinque distretti municipali a loro volta ripartiti in 20 municipalità locali.
- Municipalità distrettuale di Xhariep (DC16)
  - Municipalità locale di Kopanong (FS162)
  - Municipalità locale di Letsemeng (FS161)
  - Municipalità locale di Mohokare (FS163)
- Municipalità distrettuale di Motheo (DC17)
  - Municipalità metropolitana di Mangaung (FS172)
  - Municipalità locale di Mantsopa (FS173)
  - Municipalità locale di Naledi (FS171)
- Municipalità distrettuale di Thabo Mofutsanyane (DC19)
  - Municipalità locale di Phumelela (FS195)
  - Municipalità locale di Maluti a Phofung (FS194)
  - Municipalità locale di Nketoana (FS193)
  - Municipalità locale di Dihlabeng (FS192)
  - Municipalità locale di Setsoto (FS191)
- Municipalità distrettuale di Fezile Dabi (DC20)
  - Municipalità locale di Mafube (FS205)
  - Municipalità locale di Metsimaholo (FS204)
  - Municipalità locale di Ngwathe (FS203)
  - Municipalità locale di Moqhaka (FS201)
- Municipalità distrettuale di Lejweleputswa (DC18)
  - Municipalità locale di Masilonyana (FS181)
  - Municipalità locale di Matjhabeng (FS184)
  - Municipalità locale di Nala (FS185)
  - Municipalità locale di Tokologo (FS182)
  - Municipalità locale di Tswelopele (FS183)